# メディア光村
株式会社メディア光村（メディアみつむら、英: Media Mitsumura Co., Ltd.）は総合映像制作プロダクション。光村印刷株式会社の連結子会社。
編集、MA(ポストプロダクション事業)を「スタジオトゥインクルランド」名義で行っている。
映像制作事業は株式会社メディア光村で行っている。

## 沿革
- 1989年　株式会社光村原色版印刷所 特印事業部 映像部より「株式会社ビデオ光村」として分社化。
- 1989年　品川区大崎1-15-9 にポストプロダクション「NEW CITY VIDEO CENTER」を開設。
- 1990年　品川区北品川5-7-2 に移転。スタジオ名を「STUDIO TWINKLELAND.」に変更
- 1996年　光南印刷株式会社へ統合
- 1996年　同年２月に「株式会社メディア光村」に社名変更
- 2000年　品川区北品川4-10-5 に「TWINKLE LAND ANNEX」を新設。
- 2011年　北品川再開発に伴い「STUDIO TWINKLELAND.」と「TWINKLE LAND ANNEX」を統合
- 2024年　スタジオを光村ビル9階に移転。